# Victory Challenge
Victory Challenge è un team velico svedese che ha partecipato alla Coppa America, nelle edizioni del 2003 Auckland e 2007 Valencia. Il suo proprietario è Hugo Stenbeck, succeduto al padre, dopo la sua morte avvenuta poco prima dell'inizio dell'edizione del 2003.
L'avventura è iniziata nel 2001, quando il Team ha acquistato lo scafo NZL38 (vincitore della penultima Coppa America), denominandolo Cristina, ed utilizzandolo per le prime fasi di allenamento e sviluppo.
Le prime sessioni di test sono avvenute a Sete, nel sud della Francia, al centro del Golfo del Leone.
La progettazione delle nuove barche (SWE63 e SWE73), per la sfida alla Coppa America, è frutto del lavoro di German "Mani" Frers e dello Studio Frers.
Al team tecnico hanno preso parte anche alcuni italiani:
-Massimiliano Fontana 
ingegnere, 38 anni, milanese, specializzato in CFD (Fluidodinamica Computazionale).
-Alberto Porto 
ingegnere argentino, 40 anni, specializzato in CFD (Fluidodinamica Computazionale).
-Riccardo Romanelli
ingegnere, 31 anni, milanese, specialista di sensori ed acquisizione dati, responsabile del "Data analysis and measuring" team.
-Alessandro Pezzoli
ingegnere, 40 anni, torinese, è il Coordinatore del team Meteorologico.
-Elena Cristofori 
30 anni, è assistente di Pezzoli nel team Meteo.